# Can (Ursinho Pooh)
Kanga (Can no Brasil) é um personagem de ficção em livros de A. A. Milne sobre Ursinho Pooh. Um canguru fêmea, Kanga Roo é a mãe e um bom amigo de Winnie-the-Pooh e todos os outros moradores do Bosque dos Cem Acres. Ela vive com Roo em uma casa perto do poço de areia na parte noroeste da floresta. Tigger mais tarde vem viver com eles.
Kanga e o seu filho, Roo, vem da Floresta ", da forma habitual", no Capítulo VII da Winnie-the-Pooh. Ela também aparece no capítulo VIII, é mencionada no capítulo IX, e aparece novamente no capítulo X do mesmo livro. In The House at Pooh Corner, Kanga aparece nos capítulos II, IV, VII, IX e X, e é mencionada em alguns outros. Ela é a única personagem feminina a aparecer nos livros.
Como a maioria das personagens do Ursinho Puff, Kanga foi baseada num brinquedo de pelúcia que pertencia a Christopher Robin Milne. Ernest H. Shepard 's ilustrações mostram Kanga com pêlo marrom escuro nas costas e mais leves de peles na rente. Como todos os cangurus fêmea, ela tem uma bolsa (normalmente chamado de bolso "nos livros). Ao contrário de um animal real, no entanto, bolso Kanga aparentemente fecha com um botão. (O texto menciona o abotoar "e" desabotoar "bolso dela em algumas ocasiões, embora sem botões são visíveis nas ilustrações). Bolso aparentemente é grande o suficiente para muito pequenos animais como Roo (e, em um exemplo, Piglet) para pol passeio
Kanga caracteriza-se pelo seu coração maternal. Ela tem um grande cuidado por Roo, e está constantemente preocupada com o seu bem-estar, mesmo que isso signifique tentar mantê-lo longe de problemas ou dando-lhe o seu remédio "reforço" (que mais tarde se revelou extrato de malte) após as refeições. Como descreve Leitão, Kanga "não é inteligente", mas está sempre tão preocupada com Roo que ela sempre será capaz de cuidar dele,  e automaticamente saber "o certo a fazer", sem pensar nisso. Ela tem sentido de humor. No entanto, como mostrado, ela não só percebe a piada que os outros tentam reproduzir em seu escondendo Roo, mas depois vira a piada para trás em Piglet, fingindo que acredita que ele é Roo.
Kanga vem também o mais próximo de todos os personagens Pooh para que serve o papel de um pai para os outros personagens. Ela vai oferecer o conselho materno - alimentação e - para quem pede a ela. Em particular, ela imediatamente "adota" Tigger quando ele vem para a floresta, recebê-lo em sua casa, tentando encontrar-lhe comida que ele gosta e, eventualmente, que lhe permita viver com ela e Roo. Nos capítulos depois se move na Tigrão, Kanga trata-lo da mesma forma como ela faz seu próprio filho, com palavras amáveis, disciplina gentil, e até mesmo a sua própria versão de "medicina" fortalecimento.
Kanga gosta de manter as coisas limpas, e quando ela se sente especialmente maternal, ela gosta de contar e organizar as coisas. Ela pode assinar seu próprio nome, como ela faz na rissolution "que os animais dão a Christopher Robin, mas não há outra indicação de que se pode ler ou escrever.
Alguns amigos de Kanga incluem o filho Roo, Tigrão, Winnie-the-Pooh, Piglet, Eeyore, Rabbit, Owl, e Christopher Robin.
Disney versão cartoon
Kanga também aparece nas versões em desenho animado da Disney Winnie the Pooh histórias. Kanga foi originalmente dublado por Barbara Luddy, Julie McWhirter, e por Patricia Parris de 1989-1991 e atualmente está sendo dublado por Kath Soucie, que também trabalha para o canal Nickelodeon e Media Classic. Sua voz japonês é feito por Tomie Kataoka.
Kanga Roo e apareceu no programa de televisão (que é executado no Playhouse Disney) como um novo vizinho que se mudou da Austrália e estabeleceu-se na mata. No entanto, ela não tem um sotaque australiano.
Kanga foi caracterizada como um dos convidados na House of Mouse e Mickey Magical Christmas: Snowed in, no O Point do Mickey.